# 月形村 (福島県)
月形村（つきがたむら）は福島県安積郡にかつて存在した村である。

## 地理
- 現在の郡山市の西部、旧湖南村の北東部に位置する。
- 村は猪苗代湖の東岸に位置する。
- 村域は山がちな地形である。

## 歴史

### 村域の変遷
- 1889年（明治22年）4月1日 - 町村制施行により、舟津村・舘村・横沢村・浜路村が合併し安積郡月形村が発足。
- 1955年（昭和30年）3月31日 - 月形村は中野村・三代村・福良村・赤津村とともに合併し湖南村が発足。月形村は消滅。

変遷表
| 1868年 以前 | 1868年 以前 | 明治9年 | 明治17年 | 明治22年 4月1日 | 昭和30年 3月31日 | 昭和40年 5月1日 | 現在   |
| ----------- | ----------- | ------- | -------- | --------------- | ---------------- | --------------- | ------ |
|             | 舟津村      | 舟津村  | 舟津村   | 月形村          | 湖南村           | 郡山市          | 郡山市 |
|             | 舘村        |         |          | 月形村          | 湖南村           | 郡山市          | 郡山市 |
|             | 横沢村      | 横浜村  | 横沢村   | 月形村          | 湖南村           | 郡山市          | 郡山市 |
|             | 浜路村      | 横浜村  | 浜路村   | 月形村          | 湖南村           | 郡山市          | 郡山市 |

## 大字
- 船津（ふなつ）
- 舘（たて）
- 横沢（よこさわ）
- 浜路（はまじ）

## 人口・世帯

### 人口
総数 [単位： 人]
| 1889年（明治22年） | 1,791 |
| 1920年（大正 9年） | 2,301 |
| 1947年（昭和22年） | 2,961 |

### 世帯
総数 [単位： 世帯]
| 1920年（大正 9年） | 482 |
| 1947年（昭和22年） | 496 |